# デザインサーベイ
デザイン・サーベイ（design survey）とは、建築物を設計する際に、建築予定地の周辺地域の街並みや歴史などを調査すること。
ここから派生して、伝統的な町並みや集落を対象にして、実測またはそれに近い方法で調査し、建築等の構成要素を記録して図面等で視覚化、客観化することを意味することになった。また、1970年代には、デザイン・サーベイによって得られた要素を、建築設計に取り入れる動きが流行した。